# Sauguis (Pyrénées-Atlantiques)
Pour les articles homonymes, voir Sauguis.
Sauguis est une ancienne commune française du département des Pyrénées-Atlantiques. Le 27 juin 1843, la commune fusionne avec Saint-Étienne pour former la nouvelle commune de Sauguis-Saint-Étienne.

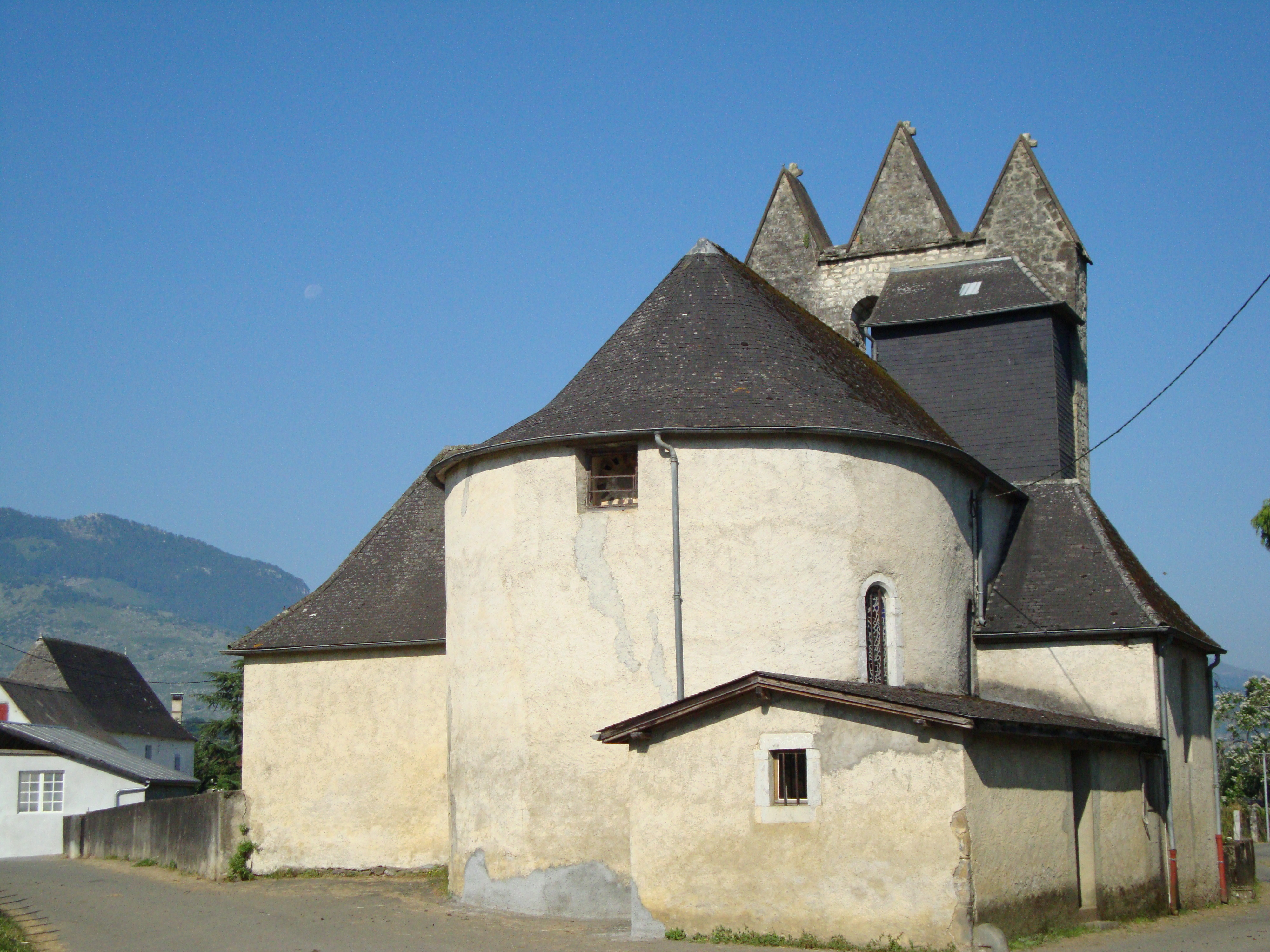
L'église de Sauguis côté chevet

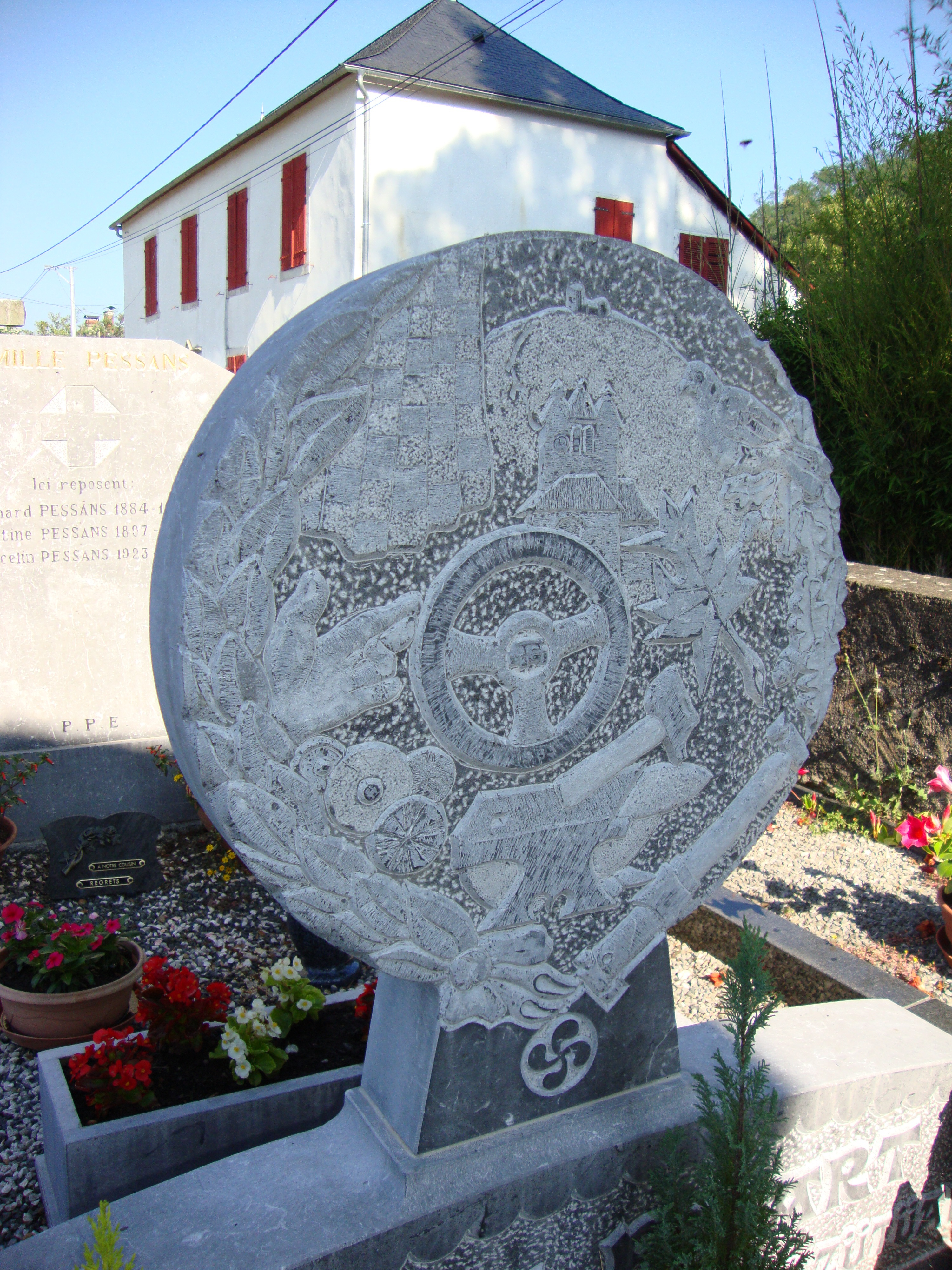
Stèle discoïdale à Sauguis

## Géographie
Sauguis fait partie de la Soule.

## Toponymie
Son nom basque est Zalgize.
Le toponyme Sauguis est mentionné en 1470 (contrats d'Ohix).  

## Démographie
| 1793 | 1800 | 1806 | 1821 | 1831 | 1836 |
| ---- | ---- | ---- | ---- | ---- | ---- |
| 301  | 296  | 304  | 289  | 369  | 346  |

## Pour approfondir